# Sägezähnchen
Das Sägezähnchen (Donax vittatus), auch Gezähnte Dreiecksmuschel, Gebänderte Sägemuschel oder Stumpfmuschel ist eine im Nordatlantik verbreitete Muschelart aus der Familie der Koffermuscheln (Donacidae). 

## Merkmale
Die gleichklappigen, flachen Gehäuse werden bis 4 cm lang. Sie bilden im Umriss ein etwas verzerrtes Dreieck mit abgerundeten Ecken. Sie sind ungleichseitig, die kleinen, opisthogyren Wirbel sitzen hinter der Mittellinie bezogen auf die Gehäuselänge. 
Das braune Ligament ist klein, aber hervortretend. 
Das Schloss besitzt in beiden Klappen je zwei Hauptzähne. In der linken Klappe ist der vordere Kardinalzahn zweispitzig, der hintere Kardinalzahn ist nur schwach entwickelt. Außerdem sind je ein schwacher vorderer und hinterer Lateralzahn vorhanden. In der rechten Klappe ist der vordere Kardinalzahn kurz und der hintere Kardinalzahn zweispitzig. Es sind zwei hintere und ein vorderer Lateralzahn vorhanden. Die Mantellinie ist tief eingebuchtet, die Bucht erstreckt sich bis zur Mittellinie. Der Fuß ist sehr groß und kräftig.
Die Schale ist dünn, aber festschalig. Ihre Dicke ist sehr unterschiedlich. Die Farbe variiert außen von weiß, blassgelb, braun, rötlich bis Violett. Die Innenseite ist gewöhnlich violett. Die Ornamentierung besteht überwiegend aus feinen Anwachslinien und feinen radialen Linien. Sie sind am Hinterende wesentlich kräftiger ausgebildet als am Vorderende, wo sie auch fehlen können. Der ventrale Gehäuserand ist rau gezähnelt. Der Name Sägezähnchen rührt her von diesem Merkmal. Das Periostracum ist dünn und seidig glänzend.

## Geographische Verbreitung, Lebensraum und Lebensweise
Das Verbreitungsgebiet reicht von Norwegen entlang der Küsten des Ostlantiks bis nach Mauretanien. Sie kommt auch in Nord- und Ostsee sowie im Mittelmeer und Schwarzen Meer vor. Sie ist auch aus den Gewässern um die Kanarischen Inseln nachgewiesen. 
Das Sägezähnchen lebt eingegraben in sauberen Sand von der unteren Gezeitenlinie bis in etwa 20 Meter Wassertiefe. Wird sie freigespült kann sie sich sehr schnell, innerhalb von vier bis fünf Sekunden wieder eingraben. Die Tiere werden fünf bis sechs Jahre alt, sind aber schon nach etwa einem Jahr geschlechtsreif. Sie sind getrenntgeschlechtlich. Die Geschlechtsprodukte werden ins freie Wasser abgegeben, wo die Befruchtung stattfindet. Die Eier haben eine dünne Eihülle, aus denen planktotrophe Larven schlüpfen. Unter Laborbedingungen war nach drei Wochen das Pediveliger-Stadium erreicht. Eine Woche später ging die Larve zur Metamorphose und zum Bodenleben über.

## Taxonomie
Die Art wurde 1778 von Emanuel Mendes da Costa als Cuneus vittatus vorgeschlagen. Sie wird heute allgemein akzeptiert zur Gattung Donax Linnaeus, 1758 gestellt.

## Belege

### Online
- Marine Bivalve Shells of the British Isles: Donax vittatus (da Costa, 1778) (Website des National Museum Wales, Department of Natural Sciences, Cardiff)